# Lough Derg (Donegal)
Il Lough Derg (in gaelico irlandese Loch Dearg) è un piccolo lago della contea di Donegal, Repubblica d'Irlanda. Si trova a circa 7 km a nord del villaggio di confine con l'Irlanda del Nord di Pettigoe. È famoso per la presenza del St Patrick's Purgatory, un luogo di pellegrinaggio ascetico nel monastero dei canonici regolari situato su un'isola del lago: la Station Island.
Il lago ha una superficie di 890 ettari, 8,9 km quadrati, ma è poco profondo, il che lo rende pericoloso durante il maltempo.
Nonostante le piccole dimensioni è abbastanza apprezzato dai pescatori, che possono pescarvi buone quantità di lucci, trote e pesce persico.